# Zinjibar
Ne doit pas être confondu avec la ville de Zanzibar.
Zinjibar (arabe : زنجبار) est une ville côtière située dans le Sud-Ouest du Yémen ; elle est le chef-lieu du district du même nom et du gouvernorat d'Abyan. C'est la 10e ville du Yémen.
Elle comptait en 2004, 19 879 habitants. D'après Le Monde, en 2011, la ville comptabilisait près de 30 000 habitants.

## Histoire ancienne
Zinjibar est un ancien centre de commerce. 
La ville portuaire a servi de plaque tournante pour les marchandises de l'Extrême-Orient. 
En 1163 (559 AH), la ville est détruite et incendiée par Abdel Nabi Ali Mahdi Yoosuf. 
Des fouilles archéologiques ont montré que la ville est reconstruite au XVe siècle, puis détruite. 
Au XIXe siècle, la ville est reconstruite par le sultan du Sultanat de Fadhli, Hussein bin Ahmed bin Abdullah, et nommée Zinjibar par son petit-fils le sultan Abdul Qadir bin Ahmed bin Hussein au début des années 1920, en l'honneur de Khalifa bin Harub de Zanzibar.

## Histoire récente
Zinjibar a été la capitale administrative du sultanat de Fadhli de 1962 à 1967. 
En mai 2011, des militants islamistes prennent le contrôle de la ville dans le contexte de la révolte yéménite de 2011 mais, par une intervention des forces gouvernementales, elles sont contraintes à abandonner la ville en juin 2012.

## Géographie
Zinjibar est situé à 10 km au sud de Ja'ar et à 30 km à l'est d'Aden. Elle est sur le golfe d'Aden.

## Sources
- François-Xavier Trégan, « Sur la ligne de front de Zinjibar, fief des djihadistes du Yémen », Le Monde, 28 décembre 2011, mis à jour le 19 avril 2012.